# Larry Hankin

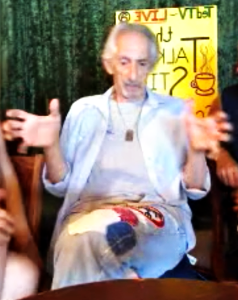
Larry Hankin, 2011

Larry Michael Hankin (* 7. Dezember 1937 in New York City, New York) ist ein US-amerikanischer Schauspieler.

## Leben
Hankin war seit 1966 in mehr als 150 Film- und Fernsehproduktionen zu sehen. Zuvor absolvierte ein Studium im Bereich Industriedesign an der Syracuse University. Im Anschluss war er als Theaterschauspieler aktiv, was er bis heute ist. Daneben stand er seit 1966 für insgesamt über 180 Film- und Fernsehproduktionen vor der Kamera, wenngleich er in seiner Karriere in der Regel auf Nebenrollen beschränkt blieb. Er spielte unter anderem in mehreren Kinofilmen von Regisseur John Hughes.
Im Jahr 1979 gab Hankin sein Debüt als Regisseur und Drehbuchautor und inszenierte den Kurzfilm Solly’s Diner. Für diesen war er bei der Oscarverleihung 1980 in der Kategorie Bester Kurzfilm gemeinsam mit Harry Mathias und Jay Zuckerman für den Oscar nominiert. In den 2000er-Jahren folgten weitere Kurzfilme, bei denen er ebenfalls die Regie übernahm, Drehbücher verfasste und auch als Produzent tätig war. Im Jahr 2006 war er an dem Drehbuch zu der Filmkomödie Verbraten und Verkauft beteiligt.
Hankin hatte in zahlreichen Serien Gastauftritte, darunter in Geschichten aus der Gruft (1989), Superman – Die Abenteuer von Lois & Clark (1995), Hör mal, wer da hämmert (1996) und Party of Five (1998) sowie in zwei Folgen der Serie Breaking Bad (2010, 2012) als Müllplatzbesitzer Old Joe. Diese Figur spielte er nochmals im Jahr 2019 in dem Kinofilm El Camino: Ein „Breaking Bad“-Film. Mehrere Auftritte hatte er ebenfalls in den Jahren 1994 bis 1996 in der Serie Friends, in der er die Figur des Mr. Heckles verkörperte.

## Filmografie (Auswahl)
- 1966: Süß, aber ein bißchen verrückt (That Girl; Fernsehserie, 1 Folge)
- 1967: Funnyman
- 1968: Deine, meine, unsere (Yours, Mine and Ours)
- 1968: Der türkisfarbene Bikini (How Sweet It Is!)
- 1969: Viva Max!
- 1972: Highway Tramper (Thumb Tripping)
- 1973: Schrottplatz-Blues (Steelyard Blues)
- 1977: Lou Grant (Fernsehserie, 2 Folgen)
- 1978: American Hot Wax
- 1978: Solo mit Trompete (Uncle Joe Shannon)
- 1979: Flucht von Alcatraz (Escape from Alcatraz)
- 1979: Reichtum ist keine Schande (The Jerk)
- 1980: Stirb lachend (Die Laughing)
- 1980: Onkelchens Erbe (The Girl, the Gold Watch and Everything, Fernsehfilm)
- 1980: Solly’s Diner (Kurzfilm) (auch Regisseur und Drehbuchautor)
- 1981: Barney Miller (Fernsehserie, 1 Folge)
- 1982: Hart aber herzlich (Hart to Hart, Fernsehserie, Folge Falsch gemünzt)
- 1982: Annie
- 1982: Familienbande (Family Ties, Fernsehserie, 1 Folge)
- 1983: Zwei ausgekochte Gauner (The Sting II)
- 1983: Ein Richter sieht rot (The Star Chamber)
- 1983: Doctor Dracula
- 1985: Polizeirevier Hill Street (Hill Street Blues, Fernsehserie, 1 Folge)
- 1985: Der Volltreffer (The Sure Thing)
- 1985: Hunter (Fernsehserie, 2 Folgen)
- 1986: Diese zwei sind nicht zu fassen (Running Scared)
- 1986: Zwei unter Volldampf (Armed and Dangerous)
- 1986: Alf (Fernsehserie, 1x02: Die Nacht, in der die Pizza kam)
- 1987: Amazonen auf dem Mond oder Warum die Amis den Kanal voll haben (Amazon Women on the Moon)
- 1987: Fatal Beauty
- 1987: Ein Ticket für Zwei (Planes, Trains and Automobiles)
- 1987: Jake und McCabe – Durch dick und dünn (Jake and the Fatman, Fernsehserie, 3 Folgen)
- 1988: She’s Having a Baby
- 1988: Mr. Belvedere (Fernsehserie, 1 Folge)
- 1988: Paradise – Ein Mann, ein Colt, vier Kinder (Ein Mann, ein Colt, vier Kinder, Fernsehserie, 1 Folge)
- 1989: Geschichten aus der Gruft (Tales from the Crypt, Fernsehserie, 1 Folge)
- 1989: Matlock (Fernsehserie, 1 Folge)
- 1990: Pretty Woman
- 1990: Mit stählerner Faust (Death Warrant)
- 1990: Kevin – Allein zu Haus (Home Alone)
- 1991: Black Magic Woman
- 1991: L.A. Law – Staranwälte, Tricks, Prozesse (L.A. Law, Fernsehserie, 1 Folge)
- 1992: Raumschiff Enterprise – Das nächste Jahrhundert (Star Trek: The Next Generation, Fernsehserie, 1 Folge)
- 1992: PS-Liebe (Deuce Couple)
- 1992: Ein Yuppie steht im Wald (Out on a Limb)
- 1992: T-Bone und Weasel (T Bone N Weasel, Fernsehfilm)
- 1993: Seinfeld (Fernsehserie, 1 Folge)
- 1993: Picket Fences – Tatort Gartenzaun (Picket Fences, Fernsehserie, 1 Folge)
- 1993: Seinfeld (Fernsehserie, eine Folge)
- 1994: Eine schrecklich nette Familie (Married... with Children, Fernsehserie, 1 Folge)
- 1994: Eine starke Familie (Step by Step, Fernsehserie, 1 Folge)
- 1994: Shadow und der Fluch des Khan (The Shadow)
- 1994: Was ist Pat? (It’s Pat)
- 1994–1996: Friends (Fernsehserie, 5 Folgen)
- 1995: Billy Madison – Ein Chaot zum Verlieben (Billy Madison)
- 1995: Superman – Die Abenteuer von Lois & Clark (Lois & Clark: The New Adventures of Superman, Fernsehserie, 1 Folge)
- 1995: Star Trek: Raumschiff Voyager (Star Trek: Voyager, Fernsehserie, 3 Folgen)
- 1996: Zeit der Sehnsucht (Days of Our Lives, Fernsehserie, 4 Folgen)
- 1996: Hör mal, wer da hämmert (Home Improvement, Fernsehserie, 1 Folge)
- 1997: Die schrillen Vier in Las Vegas (Vegas Vacation)
- 1997: Claude’s Crib (Fernsehserie, 9 Folgen)
- 1997: Money Talks – Geld stinkt nicht (Money Talks)
- 1999: Martial Law – Der Karate-Cop (Martial Law, Fernsehserie, 1 Folge)
- 2000: King of B-Movies (The Independent)
- 2001: Walker, Texas Ranger (Fernsehserie, 1 Folge)
- 2002: Emergency Room – Die Notaufnahme (ER, Fernsehserie, 1 Folge)
- 2003: Gacy
- 2003: Malcolm mittendrin (Malcolm in the Middle, Fernsehserie, 1 Folge)
- 2003/2005: Die himmlische Joan (Joan of Arcadia, Fernsehserie, 2 Folgen)
- 2004: Monk (Fernsehserie, Folge 2x13)
- 2004: The Wager
- 2006: Verbraten und Verkauft (Grilled) (als Drehbuchautor)
- 2006: My Name Is Earl (Fernsehserie, 1 Folge)
- 2007: Nobel Son
- 2007: Saving Grace (Fernsehserie, 1 Folge)
- 2007/2012: CSI: Vegas (CSI: Crime Scene Investigation, Fernsehserie, 2 Folgen)
- 2008: Alphabet Killer (The Alphabet Killer)
- 2010–2011: The Last Hand (Fernsehserie, 6 Folgen)
- 2010/2012: Breaking Bad (Fernsehserie, 2 Folgen)
- 2012: BuzzKill
- 2013: Pain & Gain
- 2013: Vegas (Fernsehserie, 1 Folge)
- 2015: Adam Ruins Everything (Fernsehserie, 1 Folge)
- 2017: The Super Man (Fernsehserie, 4 Folgen)
- 2018: Barry (Fernsehserie, 1 Folge)
- 2019: Baskets (Fernsehserie, 1 Folge)
- 2019: El Camino: Ein „Breaking Bad“-Film (El Camino: A Breaking Bad Movie)
- 2023: The Invisible Raptor